# Furcillidens
Furcillidens is een geslacht van schildvoetigen uit de  familie van de Chaetodermatidae.

## Soort
- Furcillidens incrasatus (Schwabl, 1963)